# Гаррі Ларва
Гаррі Едвін Ларва (фін. Harry Edvin Larva; прізвище при народженні — Лагерстрем (фін. Lagerström); нар. 9 вересня 1906 — пом. 15 листопада 1980) — фінський легкоатлет, який спеціалізувався в бігу на середні дистанції.

## Із життєпису
Олімпійський чемпіон-1928 з бігу на 1500 метрів.
У 1932, на наступній Олімпіаді, був десятим у бігу на 1500 метрів.
Змінив отримане при народженні прізвище у 1928 на прохання тодішнього керівника фінської легкоатлетичної федерації та майбутнього Президента Фінляндії Урго Кекконена через те, що на думку Кекконена воно було «недостатньо фінським».

## Основні міжнародні виступи
| Рік  | Змагання         | Місто        | Місце | Дисципліна |
| ---- | ---------------- | ------------ | ----- | ---------- |
| 1928 | Олімпійські ігри | Амстердам    | 1     | 1500 м     |
| 1932 | Олімпійські ігри | Лос-Анджелес | 10    | 1500 м     |